# Лунмень
34°33′20″ пн. ш. 112°28′11″ сх. д. / 34.55556° пн. ш. 112.46972° сх. д.
Лунмень (龙门石窟) — кам'яні печери, які розташовані по обох берегах річки Їшуйхе, що протікає в 13 км на південь від м.Лояна (провінція Хенань). 30 листопада 2000 року печери Лунмень були включені ЮНЕСКО до реєстру «Світової культурної і природної спадщини». Комітет всесвітньої спадщини констатував, що лунменські печери і ніші демонструють грандіозне і прекрасне мистецтво скульптури за період у 500 років після династії Північна Вей до епохи династії Тан. Майстерно зроблені твори на буддійські теми є найвищим рівнем розвитку китайської скульптури.

## Опис
Лунменські печери, печери Могаоку в Дуньхуані (пров. Ганьсу) і Юньганські печери в Датуні (пров. Шаньсі) називаються «Трьома скарбницями кам'яного скульптурного мистецтва Китаю». Будівництво печер Лунмень почалося 493 року, в період правління імператора Північної Вей — Сяофеня (471–477 роки), і продовжувалосябільше 400 років. Печерам вже 1500 років. До наших часів збереглося 1300 печер, 2345 буддійських ніш, 3600 стел з написами, 50 буддійських пагод, 97 тисяч буддійських статуй. Найвідоміші з них — це печери Бінь-ян, Фансянь-си і Гуян-дун.
Печера Бінь-ян є спорудою епохи династії Північна Вей (386–512 р.). Її будівництво тривало 24 роки. У печері 11 статуй будд і бодхісатв; головна з них — Шакья-Муні. Вона являє собою скульптурний шедевр середнього періоду Північної Вей. Перед головною статуєю висічено двох кам'яних левів; з обох боків статуї Шакья-Муні стоять два учні і дві усміхнені бодхисатви. Стіни печери прикрашені рельєфами із зображеннями ченців, що слухають читання сутр, а дах печери покритий фігурами небожителів, що літають.
Фансянь-си є найбільшою в Лунмені печерою (завширшки і довжиною в 30 м) і відображає скульптурний стиль епохи Тан (618–904 рр.). Композиція печери — це ідеальна художня цінність. Головна статуя в печері — Будда Вайрочана має у висоту 17 м і є найбільшою статуєю Лунменського комплексу, шедевром скульптури танського періоду.
Найстаріша печера в Лунмене — Гуян-дун — почала оформлятися ще 495 р. при династії Північна Вей. Печери Гуян покриті безладно розташованими нішами, на яких висічені імена майстрів, час будівництва і причина створення даного печерного приміщення. Прекрасні скульптури, прекрасні статуї будд і витончені мальовничі орнаменти є цінними матеріалами для вивчення історії архітектури і каліграфії того часу. Тут збереглася велика частина з 20 знаменитих лунменських каліграфічних написів, які дають уявлення про зразки північно-вейського письма.
У Лунменських печерах зібрана безліч історичних пам'яток і матеріалів про релігію, живопис, каліграфію, музику, одяг, медицину, архітектуру і транспортні стосунки між Китаєм і зарубіжними країнами. Храм Лунмень вважається великим музеєм кам'яної скульптурної архітектури.

Лунмень
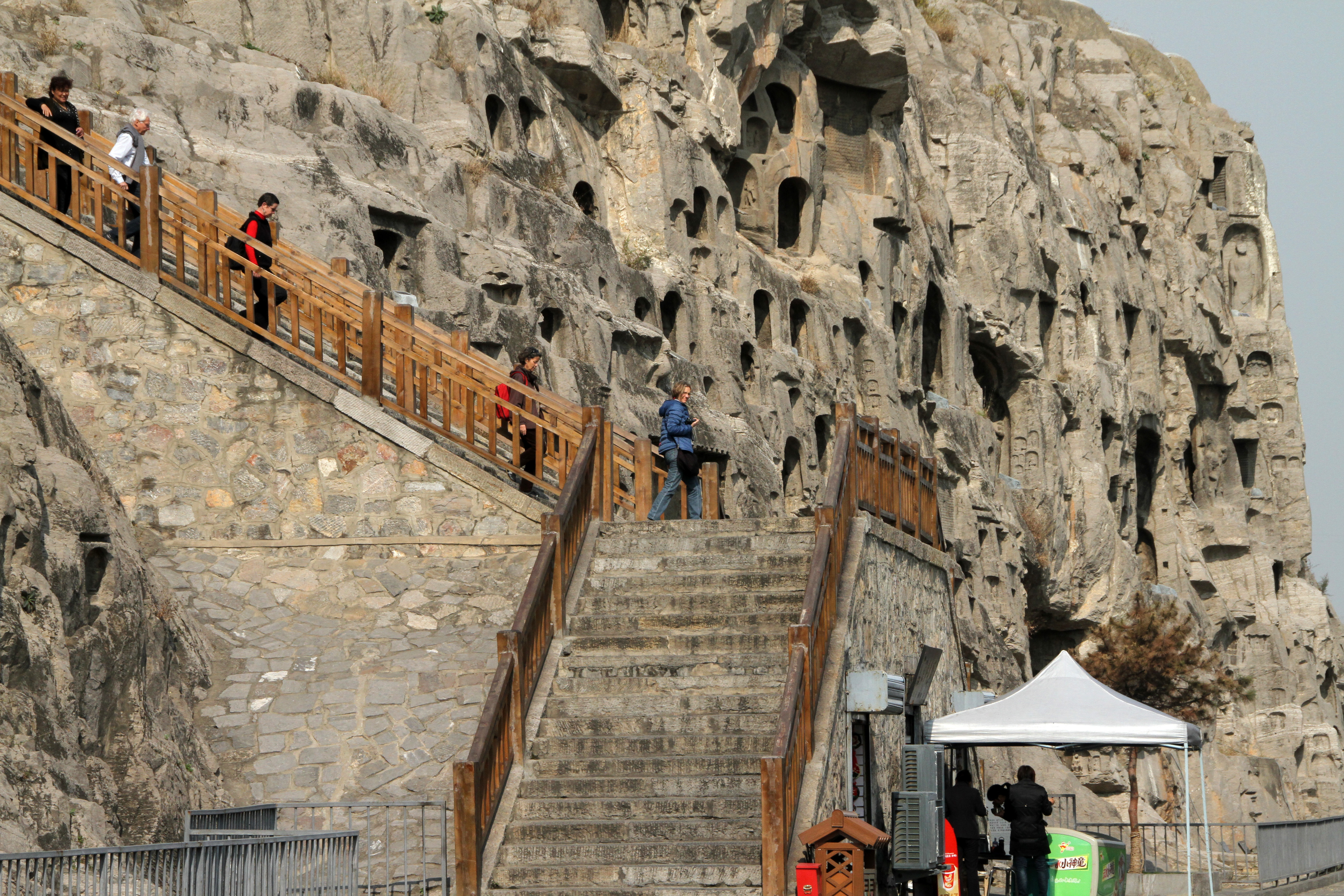
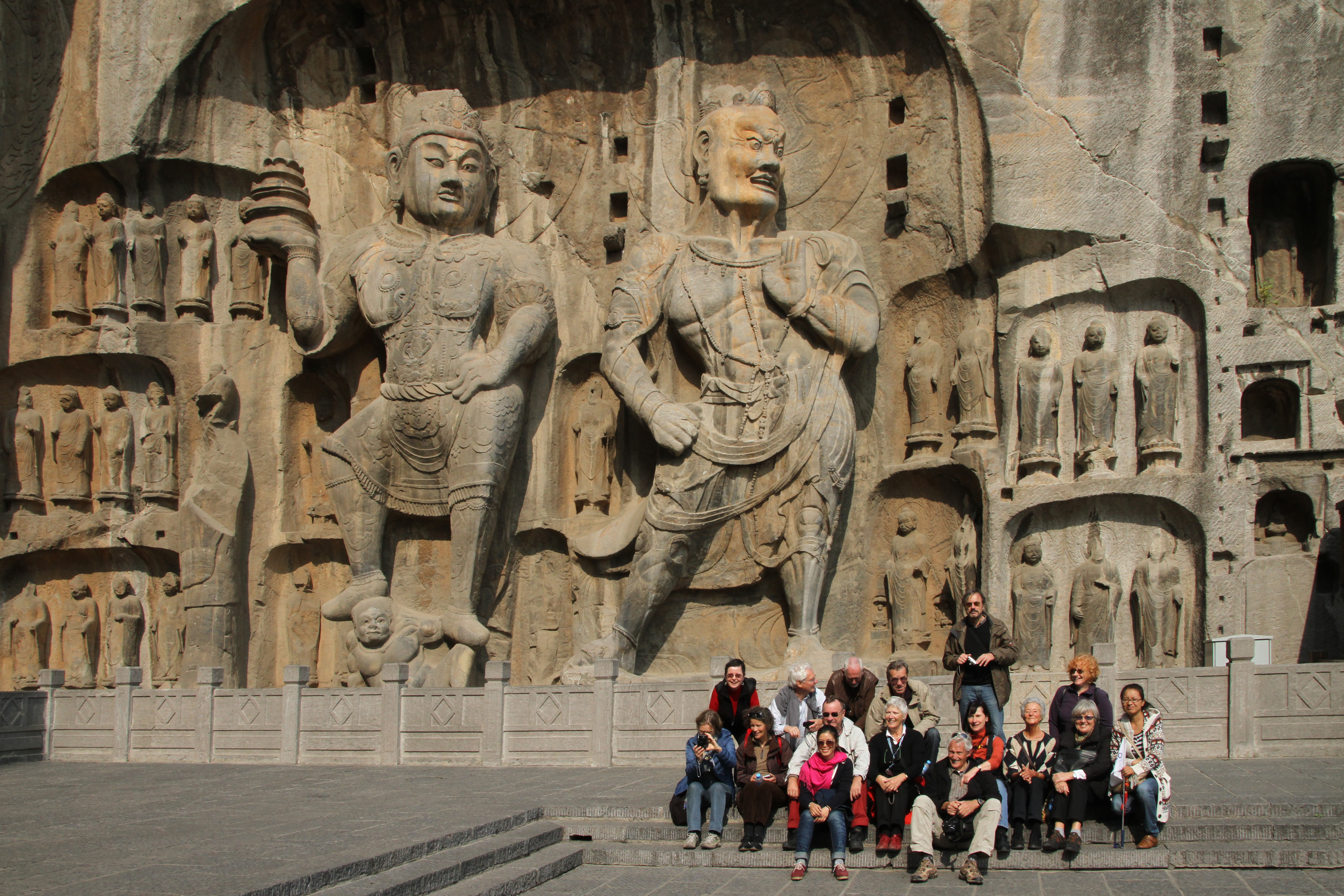
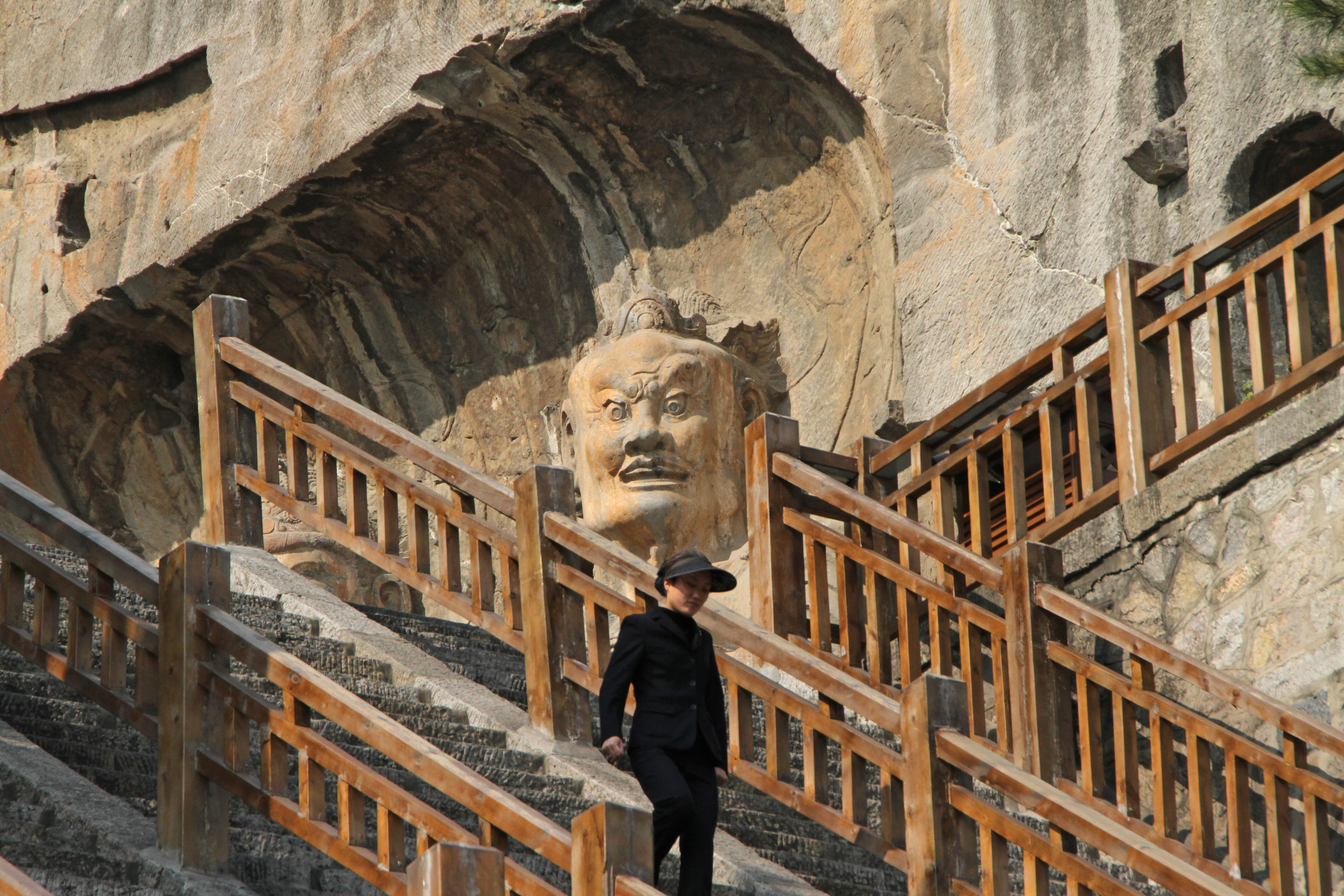
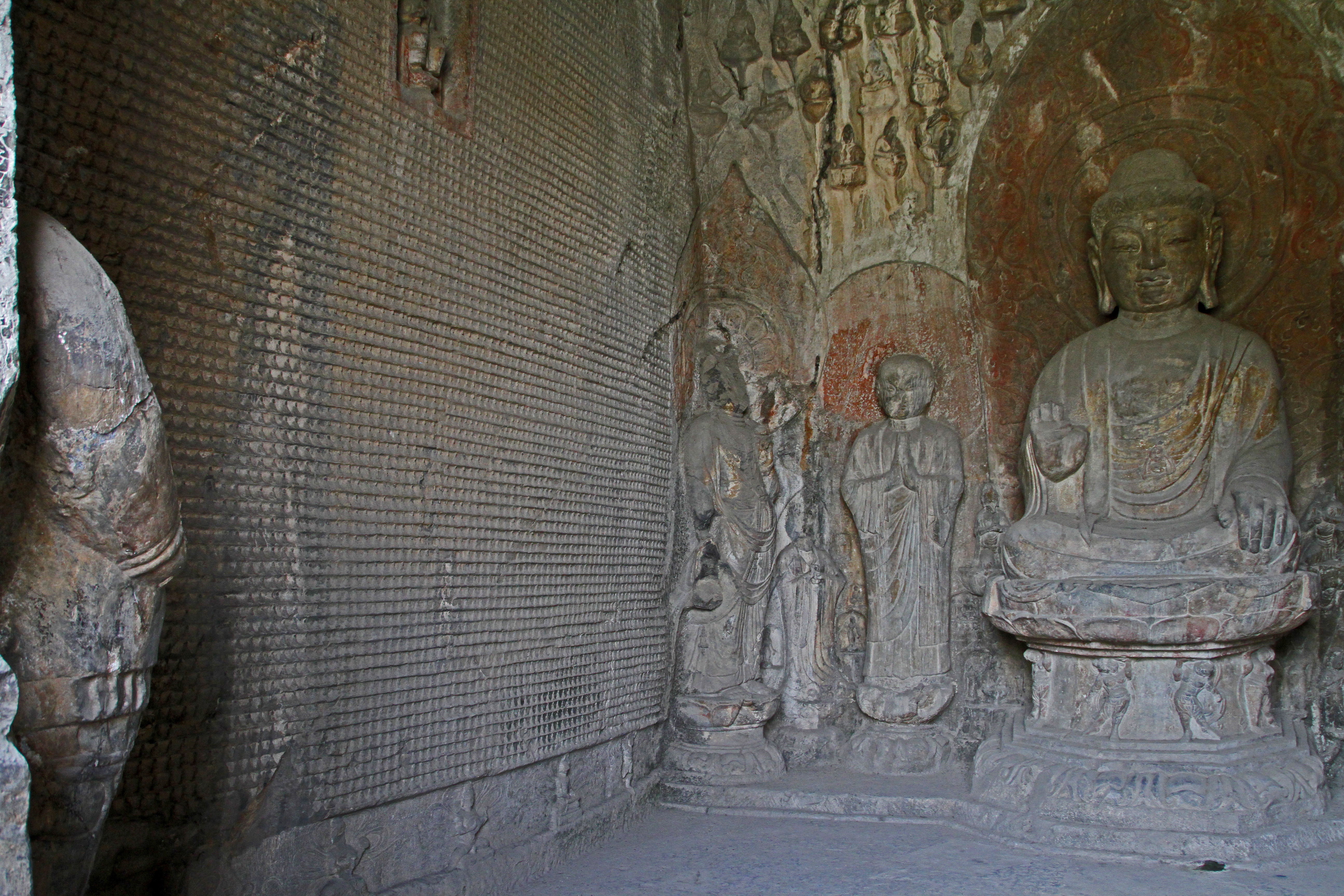
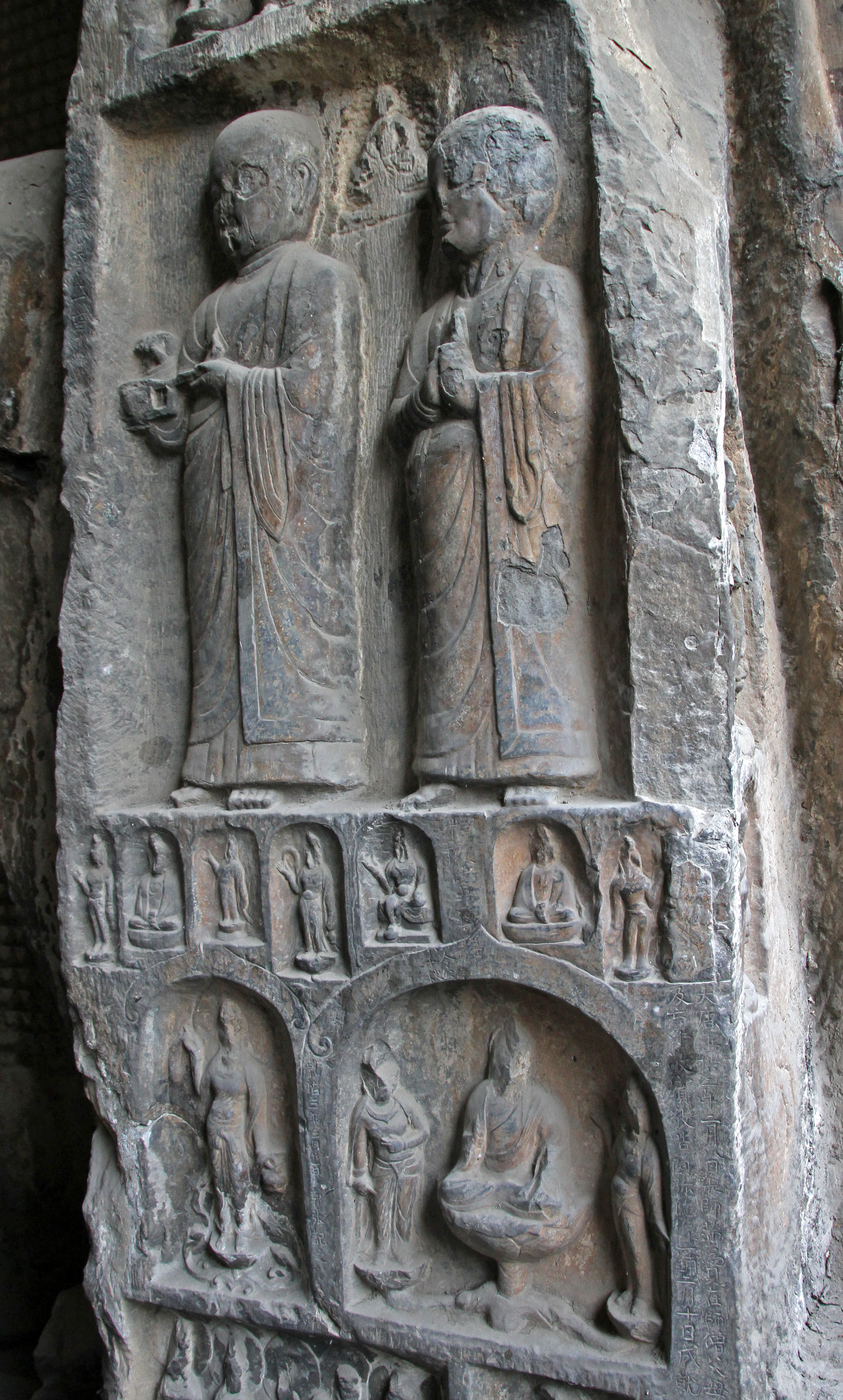
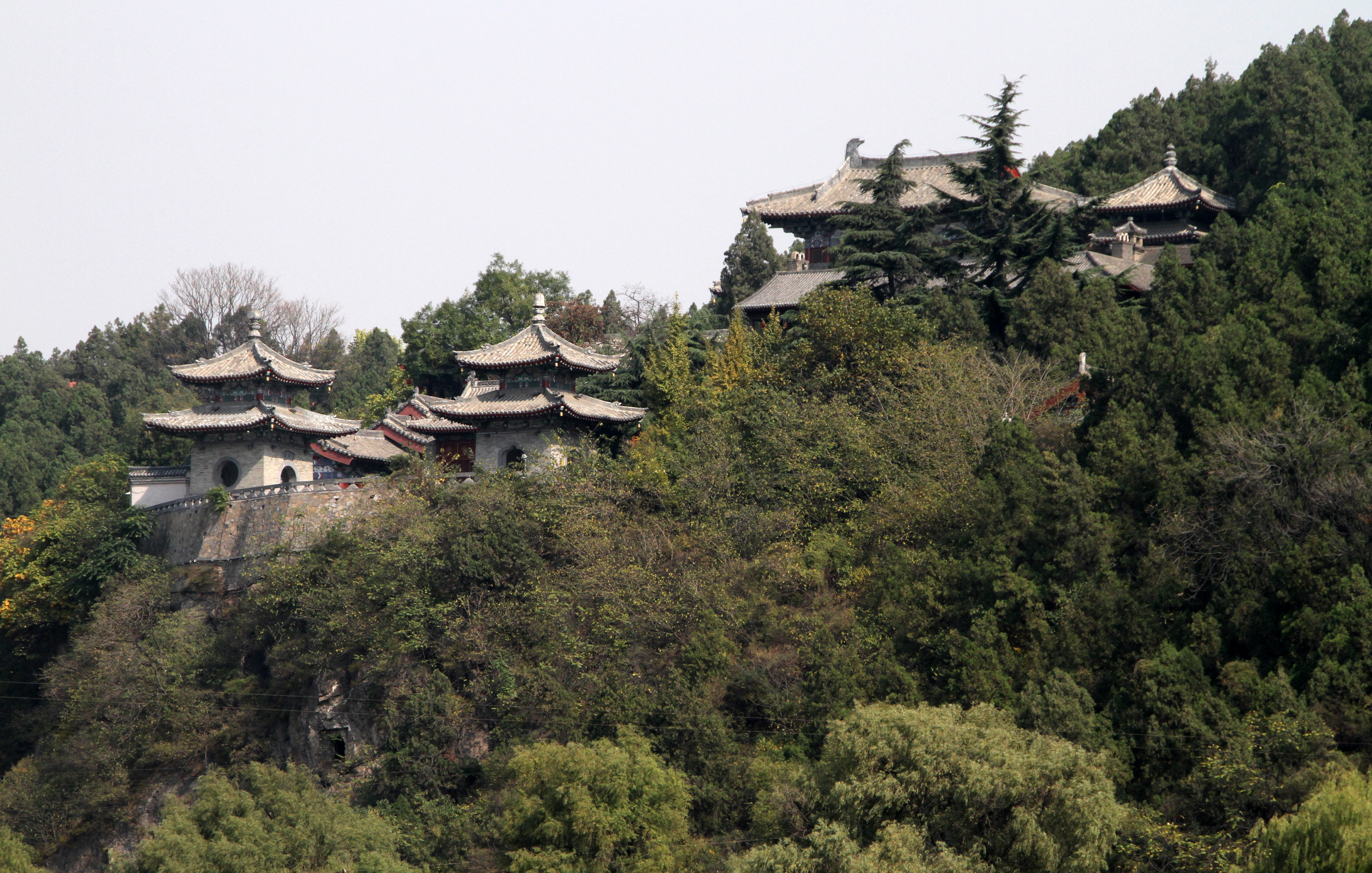